# Gonia crassicornis
Gonia crassicornis là một loài ruồi trong họ Tachinidae.